# Дорожный патруль Канзаса
Дорожный патруль Канзаса — дорожная полиция и де-факто полиция штата в американском штате Канзас, имеющая юрисдикцию по всему штату. 
Основная задача патруля заключается в поддержании безопасности на государственных, федеральных и межгосударственных магистралях в пределах территории штата Канзас. 
Патрулю также поручается оказывать поддержку местным и городским полицейским управлениям в сельских районах, когда требуется помощь тактических, воздушных или иных специализированных служб. 
Дорожный патруль Канзаса имеет государственную юрисдикцию и часто помогает другим агентствам с экстренными вызовами, начиная от несчастных случаев и заканчивая боевыми действиями.

## История
В 1933 году Канзасский законодательный орган, губернатор Альфред Ландон и прокурор дорожного департамента Канзаса Уинт Смит начали действовать, чтобы остановить необузданные грабежи банков и криминальные события 1920-х и 1930-х годов. Они создали команду из десяти инспекторов транспортных средств, предшественников Канзасского патруля.
Законодательный орган официально организовал «Дорожный патруль Канзаса» в 1937 году. Суперинтендант, помощник начальника и 45 военнослужащих были наняты для сокращения аварий, обеспечив соблюдение законов о дорожном движении, транспортных средствах и лицензиях. Ветеран Департамента полиции штата Канзас Джек Б. Дженкинс стал первым суперинтендантом. 

## Организация
Дорожный патруль находится под руководством «суперинтенданта» (начальника дорожного патруля), который имеет звание полковника. Суперинтендант назначается губернатором штата Канзас. Суперинтенданту помогает «помощник суперинтенданта», который назначается суперинтендантом. Помощник суперинтенданта получает звание подполковника и становится вторым по иерархии в патруле. Под управлением помощника суперинтенданта находятся четыре майора, которые служат командирами подразделений. Вместе эти шесть офицеров входят в командный состав патруля.